# آنا ريموندينا
آنا ريموندينا (بالإيطالية: Anna Remondina)‏ مواليد 1 يونيو 1989 في ماسا، هي لاعبة كرة مضرب إيطالية تلعب باليد اليمنى وتحتل حالياً المرتبة 413 (9 فبراير 2015) في تصنيف رابطة محترفات كرة المضرب. أعلى تصنيف لها في الفردي كان 219. أعلى تصنيف لها في الزوجي كان المركز الـ 444 في سنة 2013.

## روابط خارجية
- آنا ريموندينا على موقع رابطة محترفات التنس (الإنجليزية)
- آنا ريموندينا على موقع الاتحاد الدولي لكرة المضرب (الإنجليزية)
- آنا ريموندينا على موقع خلاصة التنس.كوم (الإنجليزية)